# Разделение Кореи
Разделение Кореи на КНДР и Республику Корея произошло в 1945 году после поражения Японии, до этого правившей Кореей, во Второй мировой войне. США и СССР подписали соглашение о совместном управлении страной. Линия раздела зон влияния двух сверхдержав прошла по 38-й параллели.
После Корейской войны (1950—1953) два молодых государства были разделены демилитаризованной зоной.

## Исторические предпосылки

### Аннексия Кореи Японией (1910—1945 годы)
После окончания Русско-японской войны в 1905 году Корея попала под протекторат Японии и в 1910 году была ею аннексирована.

### Вторая мировая война (1939—1945 годы)
В ноябре 1943 года Ф. Рузвельт, У. Черчилль и Чан Кайши встретились на Каирской конференции для обсуждения судьбы японских колоний и пришли к договорённости, что Япония должна лишиться всех территорий (в том числе и Кореи), захваченных ею с помощью военного вмешательства.
В конце Второй мировой войны в августе 1945 года судьба Кореи ещё не была ясна. Однако в США видели попытки СССР распространить влияние в Республике Корея и установить там своё правительство. Опасаясь этого, американцы решили ускорить меры по распространению своего влияния. 10 августа 1945 года было решено заранее договориться с СССР о демаркационной линии. Было решено, что ей будет 38 параллель северной широты. До достижения полной и безоговорочной капитуляции японцев власть в зонах ответственности должна была осуществляться военными администрациями США и СССР.
В это время жители Кореи пытались заполнить административный вакуум в стране. 6 сентября 1945 года в Сеуле был созван конгресс представителей как высший законодательный орган страны. В правительство вошли в основном левые силы.

## После Второй мировой войны
На Московской конференции министров иностранных дел в декабре 1945 года было решено создать советско-американскую комиссию, которая должна была содействовать формированию Временного корейского демократического правительства, а также разработать меры помощи прогрессу корейского народа, над которым устанавливалась опека на срок до пяти лет. Но дальнейшие советско-американские переговоры по корейскому вопросу зашли в тупик.
США намеревались провести в северной и южной частях Кореи сепаратные выборы под наблюдением ООН по двум различным, принятым действующими корейскими представительными органами избирательным законам. По итогам выборов планировалось сформировать временное законодательное собрание, в котором депутаты от севера и юга Кореи были бы представлены в количестве, пропорциональном численности населения обеих оккупационных зон — в этом случае южнокорейские депутаты получили бы около 2/3 мест. СССР такое предложение не устраивало.
14 ноября 1947 года была принята резолюция Генеральной Ассамблеи ООН по Корее, составленная на основе проекта США. В ней рекомендовалось провести выборы в Национальное собрание по всей территории Кореи до 31 марта 1948 года. Затем временная комиссия ООН назначила выборы на 10 мая 1948 года. Но эти выборы прошли только в Южной Корее.

### Республика Корея
7 сентября 1945 года генерал Макартур объявил Джона Ходжа военным представителем США в Республике Корея, на следующий день войска Ходжа высадились в Инчхоне. «Временное правительство Республики Корея» послало навстречу им делегацию с тремя переводчиками, однако делегация принята не была.
Управление страной, в отличие от Японии, перешло в руки военных. В административной системе страны с приходом американцев изменилось немного — чиновники, работавшие ещё во время японской оккупации, остались на своих постах. Японские официальные лица продолжали работать в стране до 1946 года.
Американские власти с подозрением относились к самопровозглашённому Временному правительству, считая его чересчур левым, поэтому благосклонно относились к антикоммунистическому движению в стране.
15 августа 1948 года была провозглашена Первая республика Южной Кореи с Ли Сын Маном в качестве первого президента. Американские войска покинули Корею.

### КНДР
В августе 1945 года в КНДР было установлено «Советское гражданское управление». В феврале 1946 года было сформировано временное правительство (Временный Народный Комитет Северной Кореи) во главе с Ким Ир Сеном.
После принятия в июле 1948 года в конституции сепаратного корейского государства в американской зоне оккупации, в Пхеньяне состоялось совещание представителей политических партий и общественных организаций Северной и Южной Кореи, на котором было принято решение о проведении 25 августа 1948 года всеобщих выборов на севере и юге Корейского полуострова в единое Верховное народное собрание и об образовании единого корейского правительства. 8 сентября 1948 года на первой сессии Верховного народного собрания была принята Конституция, а 9 сентября 1948 года была провозглашена Корейская Народно-Демократическая Республика.
Советские войска покинули полуостров в 1948 году.

## Спорная территория Жёлтого моря
Сухопутная линия разграничения была согласована и признана сторонами конфликта. Однако в Жёлтом море линия разграничения не была согласована. Республика Корея контролирует ряд островов вдоль побережья КНДР и считает воды вокруг островов своими. Северная Корея не оспаривает принадлежность островов Республике Корея, но считает морскую зону вокруг островов своей. Как следствие обе стороны считают нахождение кораблей другого государства в этом районе нарушением границы с соответствующими последствиями в виде конфликтов, доходящих до боевых столкновений. Ситуация осложняется регулярными военными учениями южнокорейских сил и ВМФ США в спорном регионе. КНДР воспринимает учебные стрельбы как обстрелы своей суверенной территории.

## Перспективы объединения
В конце 1980-х годов президент КНДР Ким Ир Сен предложил организовать некое подобие объединённого корейского государства — Демократическую Конфедеративную Республику Корё.
В декабре 1991 года в Сеуле было подписано Соглашение о примирении и ненападении, сотрудничестве и обмене между Севером и Югом. В этом Соглашении особо отмечалось, что отношения между КНДР и Республикой Корея не обычные межгосударственные, а временно сложившиеся в ходе продвижения к воссоединению. Стороны взяли на себя обязательство отказаться от военно-политической конфронтации, обеспечить разрядку и мир, содействовать общенациональным интересам. Было решено сформировать Совместную военную комиссию Севера и Юга по разработке мер военного доверия. Соглашение предусматривало экономическое сотрудничество, прежде всего в освоении ресурсов, товарообмене, совместных инвестициях с целью пропорционального развития национальной экономики и повышения благосостояния всей корейской нации. Было выражено намерение сторон обеспечить свободное передвижение и контакты людей, переписку, встречи, воссоединение разделенных семей и родственников. Предлагалось также восстановить прерванные железнодорожные и шоссейные дороги, открыть водные и воздушные пути.
Незадолго до этого, в сентябре 1991 года, обе страны были приняты в ООН.
Начиная с этого времени, КНДР и Республика Корея делают очень небольшие шаги к объединению в виде ограниченных представительских и культурных контактов между населением, решения технических вопросов по стыковке инфраструктур, совместного выступления в некоторых видах большого спорта (на Чемпионате мира по настольному теннису 1991 года выступала объединенная корейская команда), на культурных мероприятиях и тому подобное.
5 февраля 2014 года, в результате встречи представителей правительств КНДР и Республики Корея в пограничной деревне Пханмунджом, было достигнуто соглашение организовать воссоединение семей на территории Северной Кореи в период с 20 по 25 февраля 2014 года.
По официальным данным Республики Кореи, воссоединения семей ожидают 73 тыс. южнокорейских граждан, и только несколько сотен семей смогут сделать это во время запланированной встречи.